# Chauffeurs

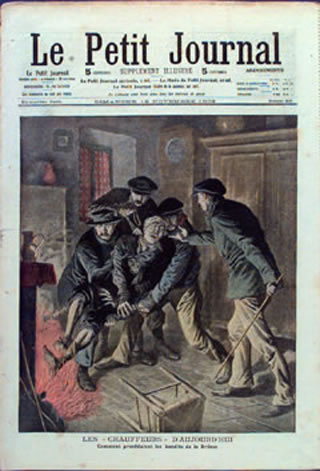
Chauffeurs aan het werk

Onder chauffeurs of voetbranders verstaat men een aantal bendes die in de nadagen van de Franse Revolutie het platteland onveilig maakten, vooral in Picardië en in het huidige Noorderdepartement.
Deze bendes kenmerkten zich door een strikte taakverdeling. Ze braken 's nachts in bij mensen waar ze een rijke buit verwachtten en brandden hun voeten in het haardvuur teneinde hen te dwingen om te zeggen waar ze hun kostbaarheden hadden verborgen.
De diverse bendes opereerden voornamelijk vanuit de bossen en hun hoogtepunt was einde 18e eeuw. Ook begin 19e eeuw waren een aantal nog actief. Vele bendeleden werden veroordeeld tot de guillotine.
In begin 20e eeuw waren er opnieuw dergelijke bendes actief, nu in het zuiden van Frankrijk. Tot in 1925 vonden er executies van bendeleden plaats.
Een laatste opleving was in de jaren na de Tweede Wereldoorlog. In 1952 werden de laatste leiders hiervan geëxecuteerd.